# 黎龍
黎龍（1477年—1549年），字乾德，号念斋，江西臨江府新喻縣人，御史黎鳳之弟，明朝政治人物。

## 生平
黎龍是正德二年（1507年）丁卯科江西乡试第五十三名舉人，次年（1508年）聯捷戊辰科会试一百七十名，三甲六十七名進士，獲授庐州府推官，不久丁母親劉太孺人忧去职。除服後，起補鎮江推官。正德十年八月，陞任山東道監察御史，十五年巡按四川。嘉靖元年七月，升轉為廣西平樂副使。他個性剛直，任官時清廉嚴厲，因此忤逆當權者被免官歸鄉，時年四十五歲。在家鄉，他卜築臨城為「愛日堂居」，孝順對待母親，又建金鳳書院，教授子弟，獲得宗族稱譽，死後操江御史簡霄為其作墓志銘。

## 家族
曾祖黎敏才。祖父黎明啓。父黎紹魁，贈監察御史。嫡母劉氏，封太孺人；生母李氏。慈侍下，兄乾明、乾象、乾元、黎鳳（提学御史）。